# Quint Ogulni Gal
Quint Olguni Gal (en llatí: Quintus Olgunius L. F. Q. N. Gallus) va ser un magistrat romà del segle iii aC. Formava part de la gens Ogúlnia, una família romana d'origen plebeu.
Va ser elegit cònsol l'any 269 aC juntament amb Gai Fabi Pictor i va dirigir la guerra contra els picentins que no es va acabar fins a l'any següent. El seu consolat va ser important perquè per primera vegada es va encunyar plata a Roma. L'any 257 aC va ser breument dictador amb el propòsit únic de dirigir les Feriae Latinae.
Va conquerir, juntament amb el seu col·lega Gai Fabi Pictor i amb força dificultat, Aufidena, una ciutat desconeguda però probablement la mateixa ciutat mencionada per Joan Zonaràs amb el nom de Caricini, ciutat principal dels Caracens. Aquesta ciutat seria l'actual Castel di Sangro.